# Марк Олівер Рооснупп
Марк Олівер Рооснупп (ест. Mark Oliver Roosnupp, нар. 12 травня 1997, Таллінн, Естонія) — естонський футболіст, півзахисник клубу «Левадія». Грав за національну збірну Естонії.

## Ігрова кар'єра

### Клубна
Марк Олівер Рооснупп є вихованцем футбольної школи столичного клубу «Нимме Юнайтед». 2013 рік футболіст провів в першій команді клубу. А вже наступного сезону перебрався до іншого столичного клубу вищого дивізіону «Левадія». Перший сезон провів, граючи за молодіжний склад «Левадії». У грудні 2014 року підписав з клубом професійний контракт. А першу гру на вищому рівні Рооснупп провів 12 вересня 2015 року.
Сезон 2016 року Рооснупп провів в оренді в клубі «Пайде», після чого повернувся до «Левадії», з якою виграв всі національні турніри.
У січні 2023 року футболіст відправився до Сербії, де підписав контракт на півтора роки з клубом «Суперліги» «Напредак» (Крушевац). Але вже влітку того року в котрий раз повернувся до «Левадії».

### Збірна
З 2012 року Марк Олівер Рооснупп виступав за юнацькі збірні Естонії. 19 листопада 2017 року у товариському матчі проти команди Фіджі Рооснупп дебютував у складі національної збірної Естонії.

## Титули
Левадія
 Чемпіон Естонії (2): 2021, 2024
 Переможець Кубка Естонії (3): 2017/18, 2020/21, 2023/24
 Переможець Суперкубка Естонії (3): 2018, 2022, 2025